# Eonotema
L'eonotema è una unità cronostratigrafica che individua la totalità degli strati di roccia che costituiscono la registrazione stratigrafica depositatasi durante un eone della scala dei tempi geologici. L'eone, invece, rappresenta l'unità geocronologica, cioè il periodo di tempo, ed è la più alta suddivisione della scala dei tempi geologici.
Anche se nessun eonotema contiene tutti i possibili strati rocciosi che teoricamente potevano depositarsi in un dato periodo di tempo, questi permettono un confronto tra di essi e sono quindi utili nella datazione cronostratigrafica delle varie strutture rocciose che affiorano nei vari continenti.

## Datazione
La classificazione e la datazione delle varie unità cronostratigrafiche sono fissate e aggiornate dalla Commissione Internazionale di Stratigrafia, che pubblica le tabelle aggiornate con le date ufficiali di inizio e fine delle varie unità temporali, assieme ai GSSP, i profili stratigrafici di riferimento per l'identificazione delle basi dei vari periodi di tempo.